# Diporiphora nobbi
Diporiphora nobbi là một loài thằn lằn trong họ Agamidae. Loài này được Witten mô tả khoa học đầu tiên năm 1972.